# Harry Merkel
Harry Merkel, de son vrai nom Harald Merkel, est un pilote automobile allemand né le 10 janvier 1918 à Leipzig (Allemagne) et décédé le 1er février 1995 à Killarney Vale (en) (Australie).

## Carrière
La carrière de Merkel ne commence qu'en Championnat du monde de Formule 1 1952 lorsqu'il participe à l'Internationales ADAC Eifelrennen sur le Nürburgring avec une BMW 328. Il ne termine cependant pas la course.  Il s'engage ensuite au Grand Prix d'Allemagne au volant d'une BMW Eigenbau mise à disposition par Willi Krakau. Il ne participe toutefois pas à la course.
Après ces échecs il décide de s'exiler en Australie.

## Résultats en championnat du monde de Formule 1
| Saison | Écurie | Châssis      | Moteur         | Pneus     | Grand Prix | Résultat    |
| ------ | ------ | ------------ | -------------- | --------- | ---------- | ----------- |
| 1952   | Privé  | BMW Eigenbau | BMW 6 en ligne | Englebert | Allemagne  | Non-partant |